# سووپهیا
سووپُهیا یکی از زیرمجموعه‌های اوستروبوتنیای جنوبی و یکی از ناحیه‌ها در فنلاند از سال ۲۰۰۹ است.

## شهرداری‌ها
| نشان ملی          | شهرداری            |
| ----------------- | ------------------ |
| Isojoen vaakuna   | ایسویوکی (شهرداری) |
| Karijoen vaakuna  | کاری‌یوکی (شهرداری) |
| Kauhajoen vaakuna | کاوهایوکی (شهر)    |
| Teuvan vaakuna    | تئووا (شهرداری)    |